# Serratus Mountain
Der Serratus Mountain ist ein 2321 m hoher Berg mit einer Schartenhöhe von 291 m im Südwesten der kanadischen Provinz British Columbia.

## Geographie
Der Serratus Mountain ist ein schroffer, Berggrat-artiger Berg zwischen dem Mount Tantalus (im Nordwesten) und dem Lake Lovely Water (im Südosten). Wie die meisten anderen Berge der Tantalus Range besteht er aus losem Gestein. Die meisten Routen zum Gipfel werden durch Kraxeln gemeistert. Der Berg ist Ziel üblicher Tagestouren von der Jim Haberl Hut.

## Klima
In Bezug auf die Klimaklassifikation nach Köppen und Geiger herrscht am Serratus Mountain ein Westseiten-Seeklima. Die meisten Wetterfronten stammen vom Pazifik und bewegen sich ostwärts auf die Coast Mountains zu, wo sie durch die Berge zum  Aufsteigen (Windstau) gezwungen werden, was wiederum dazu führt, dass die enthaltene Feuchtigkeit in Form von Regen oder Schnee abgegeben wird. Im Ergebnis führt das zu hohen Niederschlägen in den Coast Mountains, insbesondere zu starken Schneefällen im Winter. Die Temperaturen können unter −20 °C fallen, unter Berücksichtigung von Windchill-Einfluss unter −30 °C. Die Monate Juli bis September bieten die besten Wetterbedingungen für einen Aufstieg.

## Galerie

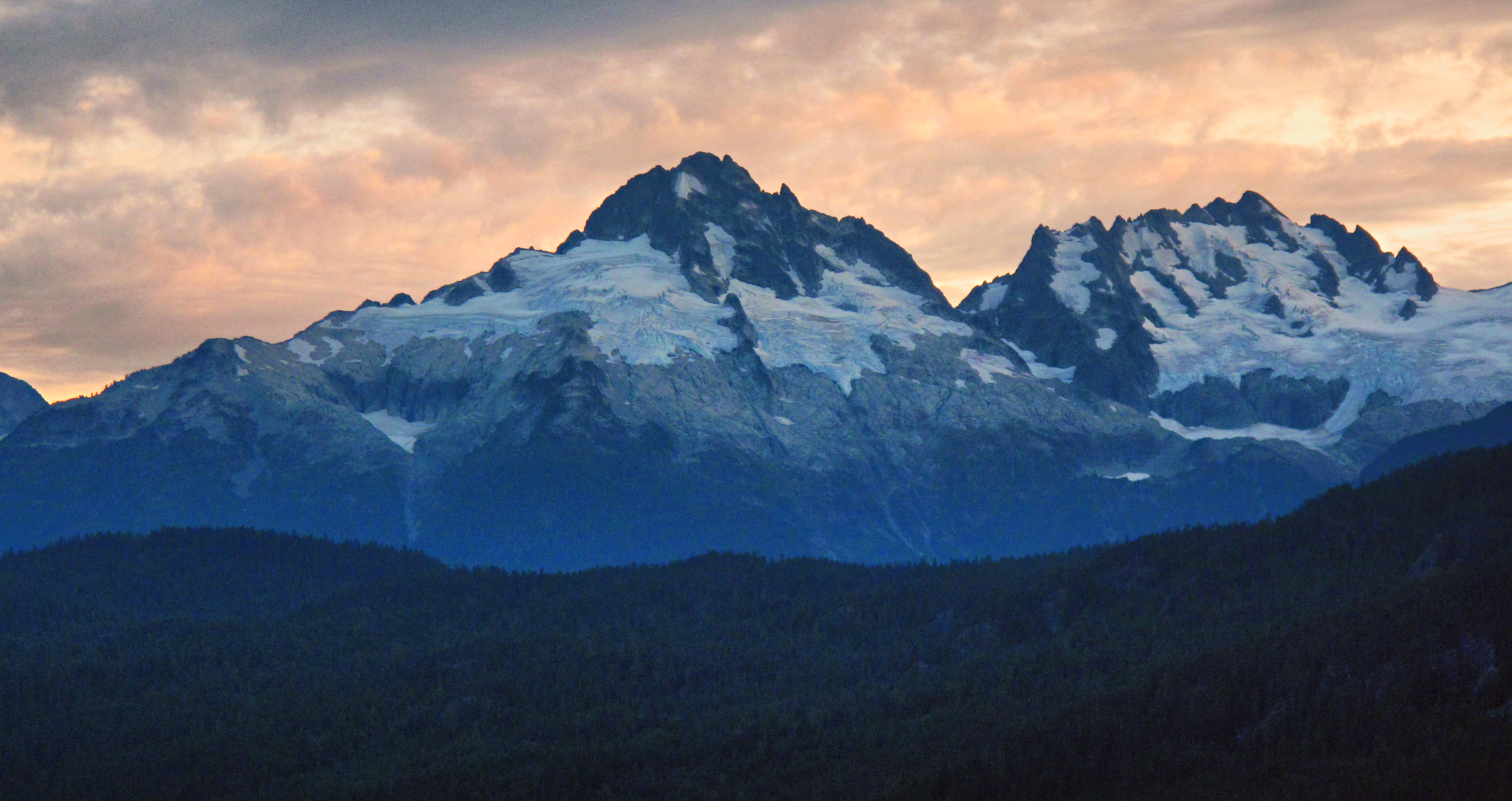
Alpha Mountain (Mitte) und Serratus Mountain (rechts)